# Manuel Benson
Manuel Benson Hedilazio (* 28. března 1997) je angolský profesionální fotbalista, který hraje na pozici křídelníka za anglický klub Burnley FC. Narodil se v Belgii, ale hraje za angolský národní tým.

## Mládí
Benson se narodil v Lokerenu angolskému otci Jorge Hedilaziovi a belgické matce Gině Pietersové. Jeho rodiče se poznali v 90. letech v Bobby's Club, tanečním baru v Lokerenu, zatímco jeho otec hrál za místní klub.

## Klubová kariéra
Benson debutoval v Jupiler Pro League, když hrál za Lierse, dne 19. dubna 2014 proti KV Oostende při domácí prohře 0:2. Vystřídal Ziza po 87 minutách. V sezóně 2016/17 odehrál za Lierse 37 ligových zápasů, ve kterých vstřelil 7 gólů, z nichž čtyři dal v 9 zápasech play-off Evropské ligy UEFA. V této sezóně se Benson také podělil s Kevinem Kisem o post nejlepšího nahrávače ligy.
V roce 2017 přestoupil do KRC Genk a na sezónu 2018/19 odešel na hostování do Royal Excel Mouscron. Za Mouscron odehrál celkem 28 zápasů a vstřelil 6 gólů. Benson měl nejvíce asistencí v základní části, spolu s Hansem Vanakenem a Alejandrem Pozuelem, s 8 asistencemi.
V září 2019 přestoupil do Royalu Antverpy.
V sezóně 2020/21 odehrál Benson pět zápasů v Jupiler Pro League a 3 zápasy v Evropské lize UEFA, přičemž vstřelil jeden gól při vítězství Antverp nad Ludogorcem 3:1, což jim umožnilo postoupit do 1. kola play-off. Dne 26. ledna 2021 odešel Benson na hostování do klubu PEC Zwolle až do konce sezóny. V sezóně 2020/21 měl ve svém týmu nejvíce asistencí v Eredivisie, když zaznamenal čtyři asistence ve 13 ligových zápasech.
Dne 4. srpna 2022 se Benson připojil ke klubu Burnley FC v EFL Championship za nezveřejněný poplatek a podepsal s ním čtyřletou smlouvu. Svůj první gól za Burnley vstřelil při vítězství 2:1 nad Bristol City dne 17. září 2022. Svůj první gól v FA Cupu vstřelil 7. ledna 2023, kdy dal dva góly ve venkovním zápase proti Bournemouthu.

## Reprezentační kariéra
Benson debutoval 7. června 2024 za národní tým Angoly v kvalifikačním zápase na Mistrovství světa ve fotbale 2026 proti Svazijsku na Estádio 11 de Novembro. V 69. minutě vystřídal Felícia Milsona při výhře Angoly 1:0.

## Statistiky

### Klubové
Platí k zápasu hranému 8. března 2025.
| Klub                   | Sezóna            | Liga                  | Liga   | Liga | Národní pohár | Národní pohár | Ligový pohár | Ligový pohár | Kontinentální | Kontinentální | Ostatní | Ostatní | Celkově | Celkově |
| Klub                   | Sezóna            | Soutěž                | Zápasy | Góly | Zápasy        | Góly          | Zápasy       | Góly         | Zápasy        | Góly          | Zápasy  | Góly    | Zápasy  | Góly    |
| ---------------------- | ----------------- | --------------------- | ------ | ---- | ------------- | ------------- | ------------ | ------------ | ------------- | ------------- | ------- | ------- | ------- | ------- |
| Lierse                 | 2013/14           | Jupiler Pro League    | 1      | 0    | 0             | 0             | —            | —            | —             | —             | —       | —       | 1       | 0       |
| Lierse                 | 2014/15           | Jupiler Pro League    | 9      | 0    | 0             | 0             | —            | —            | —             | —             | 2       | 0       | 11      | 0       |
| Lierse                 | 2015/16           | Challenger Pro League | 21     | 2    | 0             | 0             | —            | —            | —             | —             | —       | —       | 21      | 2       |
| Lierse                 | 2016/17           | Challenger Pro League | 37     | 7    | 1             | 1             | —            | —            | —             | —             | —       | —       | 38      | 8       |
| Lierse                 | Celkově           | Celkově               | 68     | 9    | 1             | 1             | —            | —            | —             | —             | 2       | 0       | 71      | 10      |
| Genk                   | 2017/18           | Jupiler Pro League    | 8      | 0    | 3             | 0             | —            | —            | —             | —             | —       | —       | 11      | 0       |
| Genk                   | 2018/19           | Jupiler Pro League    | 0      | 0    | —             | —             | —            | —            | 1             | 0             | —       | —       | 1       | 0       |
| Genk                   | 2019/20           | Jupiler Pro League    | 3      | 0    | —             | —             | —            | —            | 0             | 0             | 1       | 0       | 4       | 0       |
| Genk                   | Celkově           | Celkově               | 11     | 0    | 3             | 0             | —            | —            | 1             | 0             | 1       | 0       | 16      | 0       |
| Mouscron (hostování)   | 2018/19           | Jupiler Pro League    | 26     | 4    | 2             | 2             | —            | —            | —             | —             | —       | —       | 28      | 6       |
| Antverpy               | 2019/20           | Jupiler Pro League    | 11     | 0    | 5             | 1             | —            | —            | 0             | 0             | —       | —       | 16      | 1       |
| Antverpy               | 2020/21           | Jupiler Pro League    | 5      | 0    | 0             | 0             | —            | —            | 3             | 1             | —       | —       | 8       | 1       |
| Antverpy               | 2021/22           | Jupiler Pro League    | 34     | 5    | 1             | 0             | —            | —            | 7             | 1             | —       | —       | 42      | 6       |
| Antverpy               | 2022/23           | Jupiler Pro League    | 1      | 0    | —             | —             | —            | —            | 2             | 0             | —       | —       | 3       | 0       |
| Antverpy               | Celkově           | Celkově               | 51     | 5    | 6             | 1             | —            | —            | 12            | 2             | —       | —       | 69      | 8       |
| PEC Zwolle (hostování) | 2020/21           | Eredivisie            | 13     | 0    | —             | —             | —            | —            | —             | —             | —       | —       | 13      | 0       |
| Burnley                | 2022/23           | EFL Championship      | 33     | 11   | 1             | 2             | 3            | 0            | —             | —             | —       | —       | 37      | 13      |
| Burnley                | 2023/24           | Premier League        | 8      | 0    | 0             | 0             | 1            | 0            | —             | —             | —       | —       | 9       | 0       |
| Burnley                | 2024/25           | EFL Championship      | 3      | 1    | 2             | 0             | 0            | 0            | —             | —             | —       | —       | 5       | 1       |
| Burnley                | Celkově           | Celkově               | 44     | 12   | 3             | 2             | 4            | 0            | —             | —             | —       | —       | 51      | 14      |
| Celkově v kariéře      | Celkově v kariéře | Celkově v kariéře     | 213    | 30   | 15            | 6             | 4            | 0            | 13            | 2             | 3       | 0       | 248     | 38      |

### Reprezentační
Platí k zápasu hranému 25. března 2025.
| Národní tým | Rok     | Zápasy | Góly |
| ----------- | ------- | ------ | ---- |
| Angola      | 2024    | 2      | 0    |
| Angola      | 2025    | 2      | 0    |
| Celkově     | Celkově | 4      | 0    |

## Úspěchy
Genk
- Belgický Superpohár: 2019

Antverpy
- Belgický pohár: 2019/20

Burnley
- EFL Championship: 2022/23

Individuální
- Nejlepší nahrávač Challenger Pro League: 2016/17 (7 asistencí)